# Heodes chairemon
Heodes chairemon är en fjärilsart som beskrevs av Hans Fruhstorfer 1930. Heodes chairemon ingår i släktet Heodes och familjen juvelvingar. Inga underarter finns listade i Catalogue of Life.